# إسكندر ميرزا
إسكندر علي ميرزا (13 نوفمبر 1898 - 12 نوفمبر 1969) هو أول رئيس لباكستان، حكم من 23 مارس 1956 حتى أجبر على ترك الرئاسة في 27 أكتوبر 1958. وقبل ذلك كان آخر حاكم عرفي لباكستان من 1955 إلى 1956.

## روابط خارجية
- إسكندر ميرزا على موقع الموسوعة البريطانية (الإنجليزية)
- إسكندر ميرزا على موقع مونزينجر (الألمانية)